# Fenitrotión
El fenitrotión es un insecticida organofosforado y acaricida no sistémico inhibidor de la colinesterasa. Las reacciones metabólicas más importantes son la desulfuración de P=S (compuestos tiones) a P=O (compuestos oxones), la escisión del enlace P-O-arilo catalizado por el citocromo P-450 dependiente del sistema de monooxigenasa y la O-desmetilación catalizada por las glutatión S-transferasas.
Entre los principales metabolitos reportados del fenitrotión se encuentran el fenitrooxon, formado por una desulfuración oxidativa; el desmetilfenitrotión y el desmetilfenitrooxon, formados por una O-desmetilación del fenitrotión y del fenitrooxon; y el ácido dimetil fosfotrioico y el dimetil fosfórico, formados por la escisión del enlace P-O-arilo del fenitrotión y del fenitrooxon, respectivamente.

## Características
Son ésteres del ácido fosfórico, generalmente liposolubles, lo que facilita la penetración en el organismo. Tienen mediana tensión de vapor, lo que les hace volátiles, facilitando su absorción inhalatoria y se hidrolizan fácilmente en el medio alcalino.
Las vías de absorción son la digestiva, respiratoria y cutánea y las vías de eliminación en el ser humano son a través de la orina, heces y aire espirado. La máxima excreción se produce a las 48 horas. Su biotransformación es a nivel hepático, mediante el proceso de hidrólisis, en conjugación con glutatión y oxidasas.

## Mecanismo de acción

Algunas vías metabólicas del fenitrotión

Tienen un efecto sobre la transmisión nerviosa, mediante la inhibición irreversible de la acetilcolinesterasa, lo que impide la degradación del neurotransmisor de acetilcolina, favoreciendo su acumulación excesiva en las uniones colinérgicas neuroefectoras, mioneurales del esqueleto y los ganglios autónomos y en el sistema nervioso central, produciendo una sobreestimulación de los receptores colinérgicos.
Diversos estudios han determinado que la reacción metabólica que da lugar a la forma oxon, es considerada como la reacción más tóxica del fenitrotión. Asimismo, se ha identificado que este pesticida es un antagonista competitivo del receptor androgénico humano y puede inhibir el crecimiento de aquellos tejidos dependientes de andrógenos como los órganos sexuales accesorios, y en menor concentración, en músculo, hígado y corazón. Esto ocurre con una dosis de fenitrotión de 15 mg/kg, no asociada con una disminución significativa de la actividad de las aceticolinesterasas de la sangre, lo cual se usa a menudo como marcador para identificar la exposición a pesticidas organofosforados.

## Usos del fenitrotión
En la agricultura es usado para el control de insectos de cultivos de arroz, cereales, frutas, vegetales, algodón, almacenamiento de granos, plantas ornamentales y árboles de sombra.
También se utiliza para el control de plagas como cucarachas, hormigas, chinches de agua, insectos palmetto, pulgones, polillas, ácaros, orugas, moscas, gorgojos, babosas y programas de control de vectores en salud pública (control de la malaria y control del dengue).
El fenitrotión aparte de usar usado para cucarachas (enlace roto disponible en Internet Archive; véase el historial, la primera versión y la última). o chinches, también es para uso veterinario, de tipo parasitario: plaguicida, teniendo una eficacia antiparasitaria muy alta, en las mascotas del hogar se usa para prevenir las pulgas, miasis, ya que son parásitos externos, ya que carece de eficacia contra parásitos internos.

## Efectos sobre seres humanos
El fenitrotión es un inhibidor indirecto de las colinesterasas. En el organismo se transforma en fenitrooxon, que es un compuesto capaz de inhibir la actividad de estas enzimas. Debido a esta transformación, los síntomas de la sobreexposición al veneno se desarrollan tras un período latente y pueden incrementarse una vez la exposición ha sido detenida.
La exposición repetida por inhalación, ingestión o contacto por la piel puede dar lugar a la manifestación gradual de signos y síntomas de la inhibición de la actividad de las colinesterasas.
Los síntomas generales de envenenamiento después de la absorción a través de la piel, inhalación o ingestión suelen manifestarse en forma de malestar general, náuseas, vómitos, cefalea, sialorrea, sudoración y contracción de las pupilas. Además en casos severos de envenenamiento se pueden producir convulsiones, pérdida de conciencia e incluso la muerte ocasionada por un paro cardiorrespiratorio. 
El contacto directo con la piel y/o los ojos, puede ocasionar irritación y enrojecimiento de la zona afectada.

## Detección
Para evaluar la contaminación humana por fenitrotión y demás sustancias organofosforadas, se utilizan diversos métodos que determinan los niveles de colinesterasa en la sangre, como los métodos de Michel, de Edson o Colorímetro y Acholest. Se están desarrollando otras técnicas para la detección en serum y orina del fenitrotión, como es el caso de monolithic spin column extraction.

## Tratamiento y pronóstico médico
El antídoto que se debe administrar es el sulfato de atropina. Todos aquellos individuos diagnosticados de envenenamiento por fenitrotión o que presenten severas dificultades respiratorias, convulsiones o inconsciencia deben tomar una dosis de 2 mg (para un adulto) del antídoto. La dosis del tratamiento debe disminuirse paulatinamente hasta la suspensión total. Adicionalmente, se debe administrar oximas (previo uso de atropina). Estas sustancias reactivan la enzima acetil-colinesterasa-2 y la dosis recomendada es de 250 mg de obidoxima para un adulto.
El uso de barbitúricos, morfinas, fenotiazinas, tranquilizantes y todo tipo de estimulantes del sistema nervioso central está contraindicado en caso de intoxicación por fenitrotión. Otros fármacos contraindicados son la teofilina y la aminofilina, ya que predisponen a las arritmias.
Una vez iniciado el tratamiento, el pronóstico es bueno si existe mejoría, sobre todo en los primeros cuatro a seis días. También depende de la vía de absorción, de la dosis ingerida y de la rapidez en el inicio del tratamiento y asistencia médica.
Un estudio realizado entre el 2003 y 2006, para evaluar los factores pronósticos y la toxicocinética del fenitrotión en autoenvenenamientos, encontró que los pacientes que tuvieron mayores concentraciones séricas del veneno fueron aquellos que tuvieron peor pronóstico (muerte o asistencia médica en la unidad de cuidados intensivos por tiempo prolongado).